# Knut cel Mare
Knut cel Mare (în limba nordică veche, Knútr inn ríki; c. 985 sau 995 – 12 noiembrie 1035), a fost rege al Danemarcei, Angliei, Norvegiei precum și părți din Suedia. Este unul dintre cei mai importanți conducători din Evul Mediu Timpuriu.

## Biografie
Prinț al Danemarcei, Knut a câștigat tronul Angliei în 1016, după o îndelungată prezență vikingă în insulele britanice. Eforturile sale s-au îndreptat către unificarea religioasă și economică a Britaniei și Danemarcei. După un deceniu de lupte cu adversarii din Norvegia, s-a încoronat rege al acestei țări în 1028. Capitala de atunci a regatului suedez, Sigtuna, era de asemenea sub stăpânirea lui Knut, dar nu s-a înregistrat faptul istoric al încoronării. 
Knut era al doilea fiu al regelui Sven I; se presupune că mama sa era Swietoslawa, fiica regelui Mieszko I al Poloniei. Knut intră în istorie odată cu campania de cucerire a Angliei din 1013, în care își însoțește tatăl. Anglia a fost învinsă rapid, fiind slăbită după deceniile de invazii vikinge. Totuși, moartea tatălui său, în februarie 1014 va duce la abandonarea planurilor de cucerire, britanicii alegându-l domn pe Ethelred al II-lea. În august 1015, Knut reia ostilitățile, acestea finalizându-se cu un pact prin care lui Knut i se dădeau în stăpânire teritoriile britanice de la nord de Tamisa, iar Ethelred își menținea dominația asupra celor din sud. Oricum, în noiembrie 1016 acesta moare iar consiliul nobililor britanici îl numește pe Knut rege al întregii Anglii. Pentru a-și consolida stăpânirea, Knut se căsătorește cu văduva lui Ethelred, Emma a Normandiei.

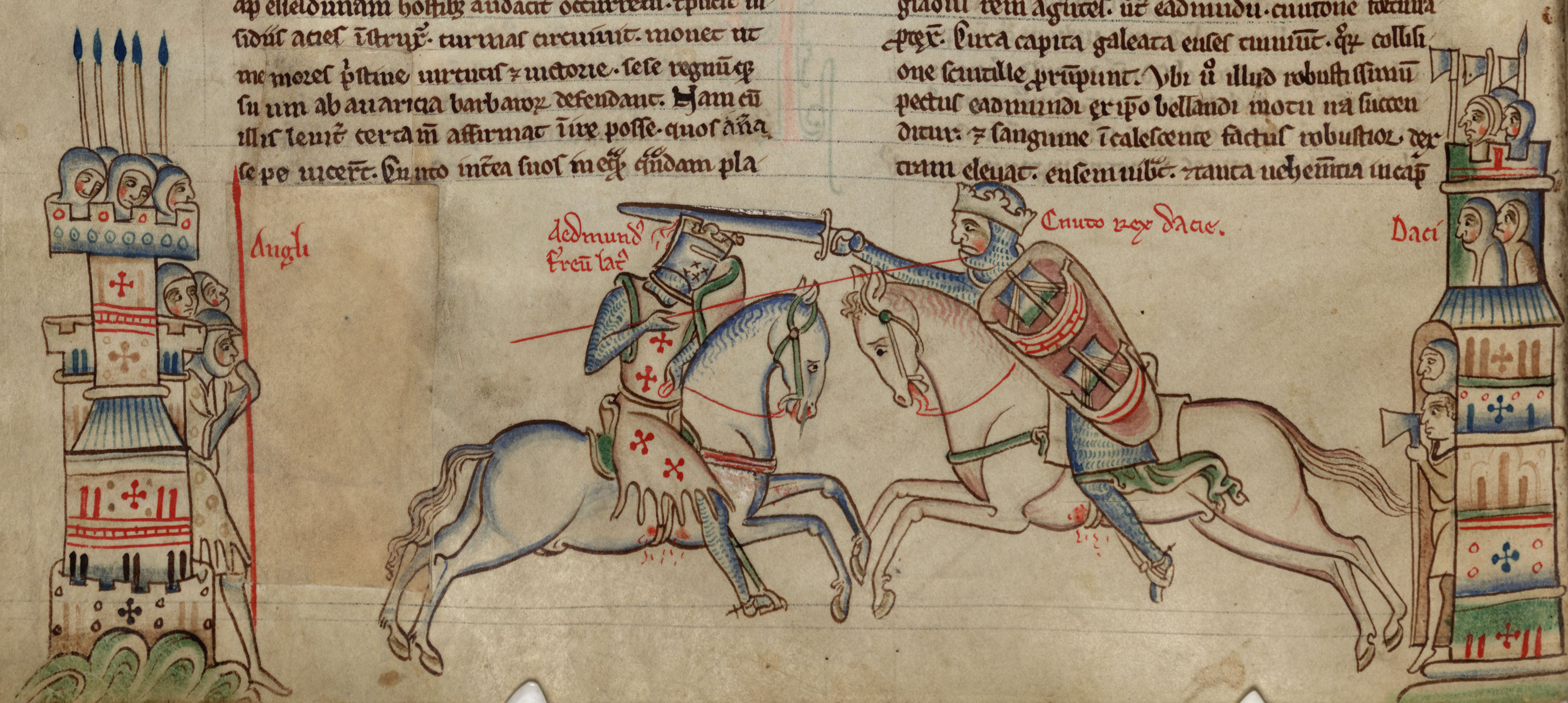
Lupta dintre Edmund si Knut

Un an mai târziu, moartea fratelui său mai mare, Herlad, îi aduce și coroana Danemarcei. Aici, Knut îl numește regent pe cumnatul său, Ulf Thorgilsson. Acesta a complotat împreună cu nobilii danezi pentru numirea ca rege a fiului lui Knut , Harthaknut, acesta fiind minor. După unele confruntări cu norvegienii care i-au asigurat din nou supremația în Scandinavia, Knut poruncește uciderea lui Ulf. Aceasta are loc în 1026 de Crăciun, în biserica Sfintei Treimi (precursoarea catedralei Roskilde).
În 1028 regele va merge în pelerinaj la Roma, fiind de față la încoronarea lui Conrad II ca împărat al Sfântului Imperiu Roman. Knut va încheia cu acesta o alianță, asigurându-și astfel stăpânirea țărmului de nord - vest al Balticii.
În 1028, Knut supune și Norvegia, cucerind-o cu o flotă de 50 de corăbii din Anglia. Knut se încoronează la Trodheim “rege al Angliei, al Danemarcei, al Norvegiei și al suedezilor “ (stăpânind și părți din Suedia). În 1035, fiul fostului rege Olaf al II-lea, Magnus I, a redobândit tronul Norvegiei cu ajutorul nobililor locali. 
Knut a murit în 1035 în Shaftesbury Dorset, fiind îngropat la Winchester. La tronul Angliei i-a urmat fiul său nelegitim Harold I, iar în Danemarca fiul legitim Hardeknud.
Regatul întins creat de Knut a fost o realizare politică importantă a epocii, deși nu a rezistat în timp. Cronicile engleze i-au păstrat imaginea unui rege bun și pios, fapt datorat în principal relațiilor bune pe care le-a avut cu Biserica, din ale cărei rânduri au provenit cronicarii epocii.